# George Frazier
George Allen Frazier (Oklahoma City, 13 de outubro de 1954 – Tulsa, 19 de junho de 2023) foi um jogador profissional de beisebol norte-americano.

## Carreira
George Frazier foi campeão da World Series 1987 jogando pelo Minnesota Twins. Na série de partidas decisiva, sua equipe venceu o St. Louis Cardinals por 4 jogos a 3.

## Morte
Morreu no dia 19 de junho de 2023, aos 68 anos, em Tulsa, Estados Unidos.